# Mjötjärnen (Nordmalings socken, Ångermanland)
Mjötjärnen är en sjö i Nordmalings kommun i Ångermanland och ingår i Hörnån-Öreälvens kustområde.